# 関東自動車東野平出営業所
関東自動車東野平出営業所（かんとうじどうしゃとうやひらいでえいぎょうしょ）は、栃木県宇都宮市平出工業団地にある関東自動車のバス営業所。
最寄り停留所名は「平出工業団地」である（東野交通宇都宮営業所時代は「宇都宮営業所」を称した）。

## 概要

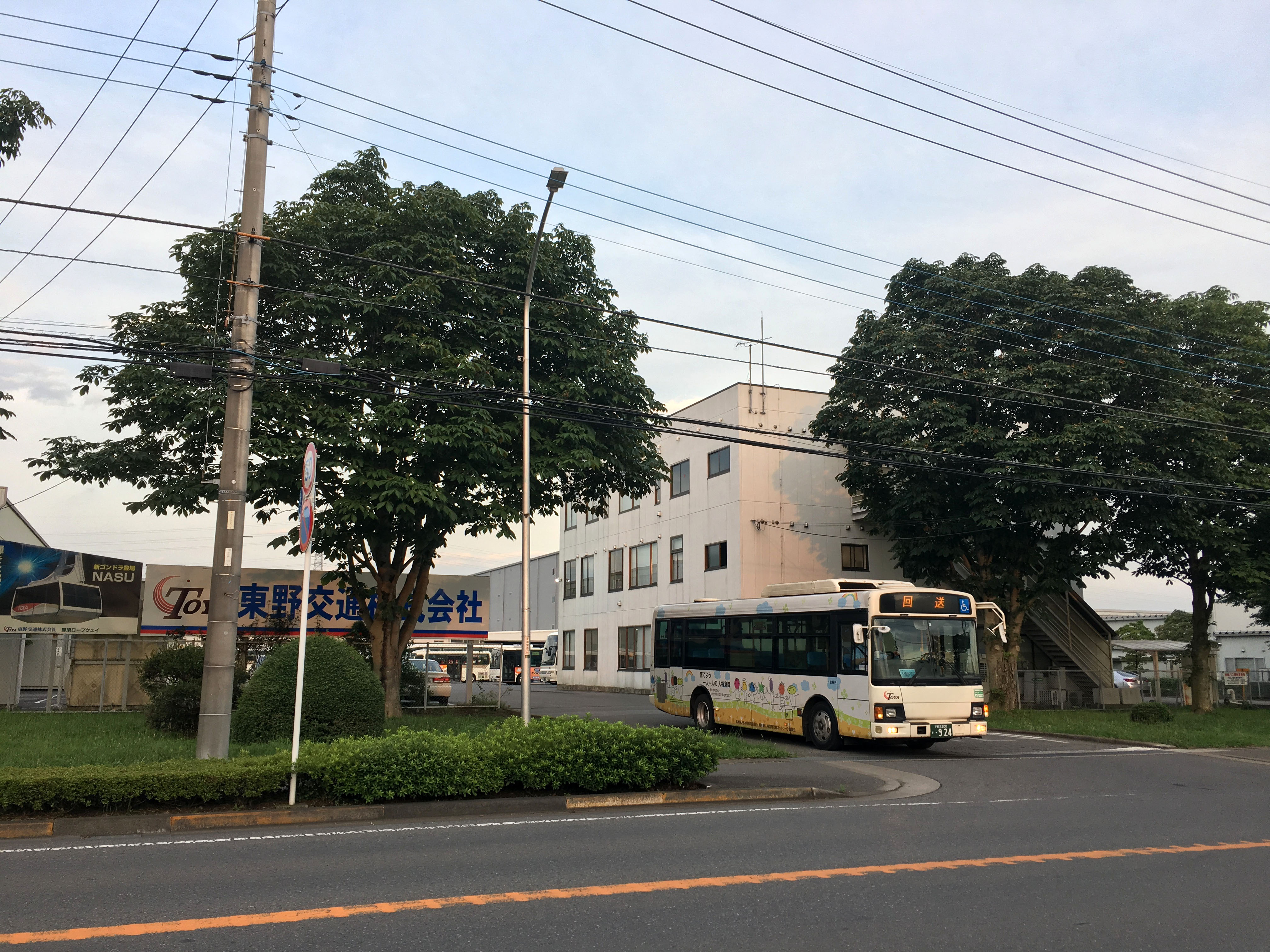
東野交通本社営業所

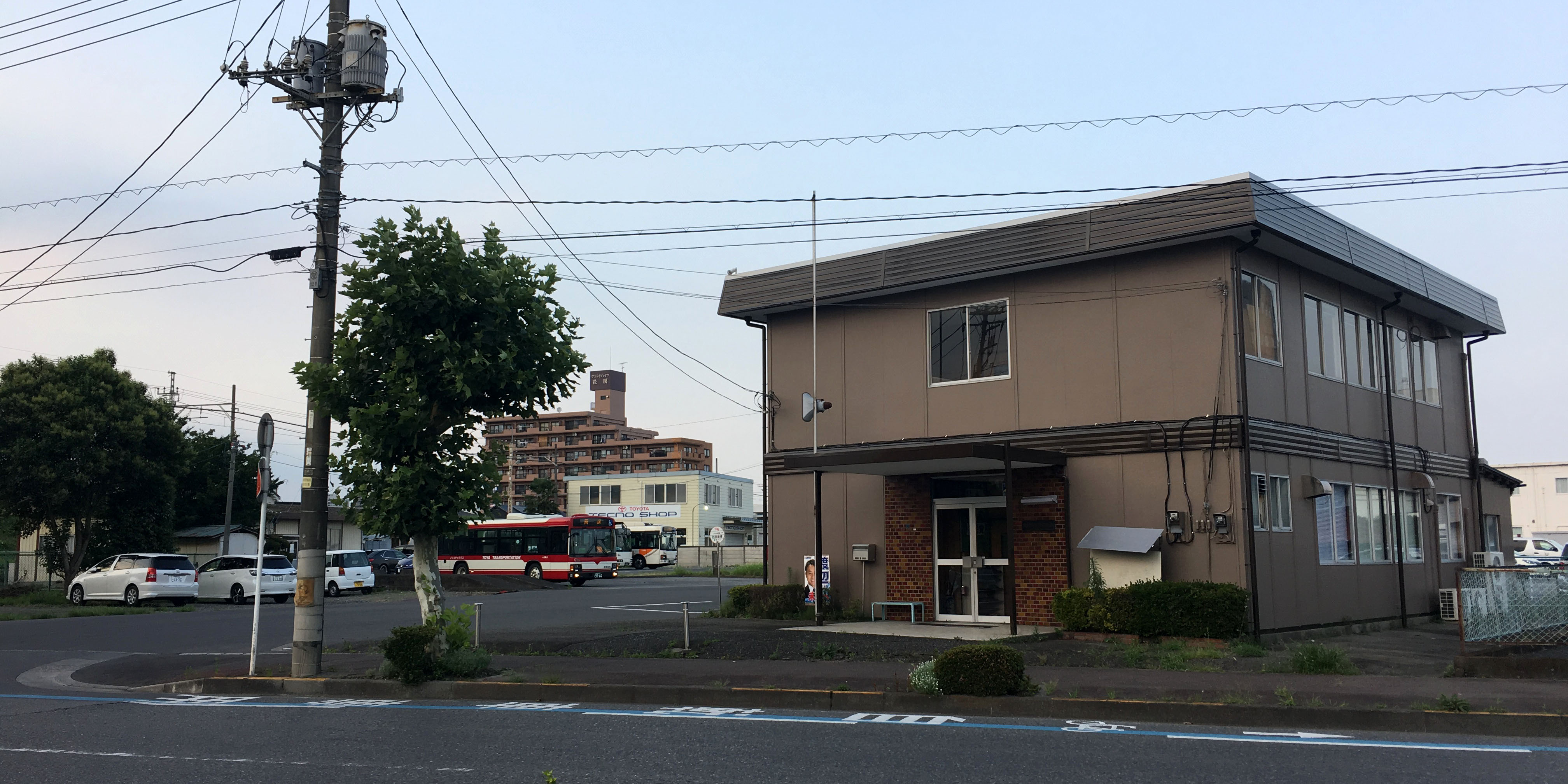
東野交通西原車庫

当営業所は1984年に東野交通宇都宮営業所（とうやこうつううつのみやえいぎょうしょ）として宇都宮市不動前1-3-14から、宇都宮市平出工業団地19-8の現在地に新築移転した。1995年4月に東野交通本社が宇都宮市宮園町4-1ニュー108ビル5階より移転し同居。2015年5月1日までに東野交通本社営業所（とうやこうつうほんしゃえいぎょうしょ）と改称。2018年10月1日に東野交通と関東自動車の経営統合により、担当バス路線および車両・施設のすべてを関東自動車が継承して現名称となった。
常駐配置車両がある車庫として、西原車庫、真岡車庫、益子車庫、馬頭車庫がある。
所属車輌のナンバープレートは、1999年以降は「宇都宮」を基本とし、1999年以前に登録された「栃木」が少数存在する。

## 沿革
- 2018年（平成30年）10月1日 - 事業者の統合にともない東野交通本社営業所から関東自動車東野平出営業所に変更。
- 2019年（令和元年）5月18日 - 芳賀赤十字病院の移転に伴い宇都宮東武～石法寺（石法寺・芳賀日赤）・真岡線が廃止、その他平出地区を中心に減便[5]
- 2020年（令和2年）
  - 4月1日 - 卸団地循環線が宇都宮駅東口発着化され朝夕のみの運行に[6]（運行エリアが重複する地域内交通の「ぐるっと石井号」運行開始によるもの）
  - 10月1日 - 移動需要変動を理由とし朝夕の運行削減などダイヤ改正[7]
- 2021年（令和3年）10月1日 - ダイヤ改正し岡本・御幸ケ原・平出エリアを再編統合、亀山経由真岡線廃止[8][9]、宇大ベルモール循環を簗瀬営業所から移管
- 2023年（令和5年）8月27日 - 宇都宮ライトレール（LRT）開業に伴う路線バスの再編に伴い、宇都宮駅東口～陽東三丁目～ベルモール線、宇大循環線、宇都宮駅東口～平出工業団地～岡本駅東口、宇都宮駅東口～平石小学校前～星の杜中高線、宇都宮駅東口～ベルモール～平石小学校前～星の杜中高線が廃止。宇都宮駅東口～宇大～ベルモール線、ベルモール～岡本駅東口線、平出・ベルモール東循環線、宇都宮駅東口～宇大前～星の杜中高線を新設。[10]
- 2024年（令和6年）
  - 3月16日 - 石法寺真岡線の西原車庫〜宇都宮東武間の運行を終了し、全便宇都宮東武発着となる。西原車庫〜宇都宮東武間を運行するのは西原車庫〜ベルモール線のみとなる。[11]
  - 10月1日 - 宇都宮駅東口～宇大～星の杜中高線を廃止。代替として星の杜中高線（宇都宮東武～宇都宮駅～星の杜中高）を増便。[12]

## 現行路線

### 一般路線
（太文字停留所は、途中発着の設定がなされている停留所）
（[カッコ]は行先番号）

#### 宇都宮市南東（ベルモール・真岡・益子）方面
- 市南線
  - [05]西原車庫 - [05]宇都宮東武 - JR宇都宮駅 - 宇大前 - [09]ベルモール
- 真岡線（石法寺経由）
  - [05]宇都宮東武 - JR宇都宮駅 - 宇大前 - ベルモール（一部便は経由しない） - 鐺山 - 石法寺 - 台町 - [90]真岡営業所

2024年3月16日のダイヤ改正で、西原車庫 - 宇都宮東武 間を廃止・短縮。
- 真岡線（水橋経由）
  - [05]宇都宮東武 - JR宇都宮駅 - 宇大前 - 鐺山 - 水橋（橋場） - 中島 - 真岡駅前 - 台町 - [90]真岡営業所
- 益子線
  - [05]宇都宮東武 - JR宇都宮駅 - 宇大前 - ベルモール（一部便は経由しない） - 鐺山 - 水橋（橋場） - 東高橋 - 七井駅前 - 陶芸メッセ入口 - [91]益子駅前
- 星の杜中高線
  - [05]宇都宮東武 - JR宇都宮駅 - 宇大前 - 鐺山 - [92]星の杜中学校・高等学校[16][17]
- 卸団地循環線（両回り運行）
  - [02]宇都宮駅東口 - 宇大前 - 平松本町 - 卸団地入口 - 東峰町 - 宇大前 - [02]宇都宮駅東口
- 平松本町循環線
  - 宇都宮駅東口→県営平松本町住宅→[02]宇都宮駅東口
- ベルモール線
  - [02]宇都宮駅東口 - 宇大前 - [09]ベルモール[18]

#### 宇都宮市北東（東町・岡本）方面
- 岡本線・和久線
  - [02]宇都宮駅東口 - 東町 - 御幸ヶ原元町 - 上野団地 - [75]岡本駅西口 - [75]和久[19]
- 東図書館線
  - [02]宇都宮駅東口 - 東図書館入口 ‐ 北越戸町 - 御幸交番前 - [12]平出工業団地
- ベルモール・岡本駅線
  - [09]ベルモール - 上平出入口 - 平出工業団地 - 御幸交番前 - [75]岡本駅東口[18][10]
- 平出・ベルモール東循環線（両回り運行）
  - [09]ベルモール - 滝団地前 - 平石地区市民センター - 岡新田 - [09]ベルモール

#### 駒生営業所発着
路線詳細については駒生営業所のページ参照。
従来、関東自動車駒生営業所が運行していた路線。経営統合後の2021年10月改正での路線再編に伴い一部便を東野平出営業所にて運行を受け持つこととなり、駒生営業所発着便のうち一部を宇都宮東武（東武宇都宮駅西口）発着に区間短縮した。基本、駒生営業所運行便同様に行先番号表示があるが、宇都宮東武行のみ行先番号表示無し、ただし2024年3月改正より行先番号追加。再編に伴い柳田車庫行の約半数が平出工業団地行に変更された。
2022年10月改正より、平日の朝の駒生営業所発と宇都宮東武発各1便、平日夜の宇都宮東武行の計3便が平出工業団地から御幸交番まで延長。
- 越戸・柳田車庫線／越戸・平出工業団地線
  - [10]駒生営業所 - （とちぎ健康の森） ‐ 東武駅前 ‐ JR宇都宮駅 ‐ 花蔵院角 ‐ 越戸 ‐ [12]柳田車庫・御幸交番・平出工業団地
  - [05]宇都宮東武 ‐ 東武駅前 ‐ JR宇都宮駅 ‐ 花蔵院角 ‐ 越戸 ‐ [12]柳田車庫・御幸交番・平出工業団地

※宇都宮東武発着路線では、東武駅前〜宇都宮駅西口間は旧東野交通の停留所ではなく駒生営業所発着と同じ停留所に停車する[22]。

- 駒生営業所・宇都宮駅 - 瑞穂野団地・本郷台線
  - [10]駒生営業所 - （とちぎ健康の森） - 東武駅前 - JR宇都宮駅 - 簗瀬金堀 - 平松宿 - 東高校前 - （緑の郷） - [80]瑞穂野団地
  - [10]駒生営業所 - （とちぎ健康の森） - 東武駅前 - JR宇都宮駅 - 簗瀬金堀 - 平松宿 - 東高校前 - 瑞穂野団地 - 刑部橋 - [84]本郷台西汗

#### 氏家・喜連川・小川・馬頭方面
- 喜連川・馬頭線
  - JR氏家駅 - 松山 - 喜連川本町 - 小川仲町 - 馬頭高校前 - 馬頭車庫
  - JR氏家駅 - 松山 - 喜連川本町 - フィオーレ喜連川 - びゅうフォレスト北

### 高速路線
- 現在運行路線についてはマロニエ号羽田線を参照

## 関東自動車統合後の廃止路線

### 2021年10月1日改正に伴う廃止路線[8][9]
- 市南線
  - 宇都宮東武 - JR宇都宮駅 - 宇大前 - 峰小東口 - 平出工業団地 - 御幸交番前
- 岡本駅東口線
  - 宇都宮東武 - JR宇都宮駅 - 竹林十文字 - 御幸交番前 - 平出工業団地
  - 宇都宮東武 - JR宇都宮駅 - 今泉九丁目 - 御幸交番前 - JR岡本駅 - 和久
  - 宇都宮東武 - JR宇都宮駅 - 竹林十文字 - 岩曽町 - 御幸ヶ原元町 - 宇都宮病院前 - JR岡本駅
- 岡本駅西口線
  - 宇都宮東武 - JR宇都宮駅 - 竹林十文字 - 御幸交番前 - 上野団地 - 宇都宮病院前 - 岡本駅西口
  - 宇都宮東武 - JR宇都宮駅 - 竹林十文字 - 御幸ヶ原元町 - 上野団地 - 宇都宮病院前 - 岡本駅西口
- 北越戸線
  - 宇都宮東武 - JR宇都宮駅 - 竹林十文字 - 北越戸町 - 平出工業団地 - 御幸交番前
- 平出工業団地循環線（竹林十文字先回り）
  - 宇都宮東武→JR宇都宮駅→竹林十文字→御幸交番前→平出工業団地→宇大前→JR宇都宮駅→宇都宮東武
- 氏家線
  - 宇都宮東武 - JR宇都宮駅 - 竹林十文字 - 御幸交番前 - JR岡本駅 - 宝積寺駅前 - 下野花岡駅入口 - JR氏家駅
- 真岡線（亀山経由）
  - 宇都宮東武 - JR宇都宮駅 - 宇大前 - 鐺山 - 石法寺 - 亀山 - 台町 - 真岡営業所

### 2023年8月27日改正に伴う廃止
- 井頭一万人プール線（プール営業期間のみ運行）[23]
  - 宇都宮東武 - JR宇都宮駅 - 宇大前 - 鐺山 - 石法寺 - 井頭一万人プール
- 宇大循環線[10]
  - 宇都宮駅東口 - 東郵便局 - 宇大前 - 宇大工学部 - ベルモール - 陽東桜が丘 - 産業技術大学校 - 東宿郷東 - 宇都宮駅東口（両回り運行）
- ベルモール線[10]
  - 宇都宮駅東口 ‐ 陽東三丁目 ‐ ベルモール
- 平出シャトル[10]
  - 宇都宮駅東口 ‐ 陽東三丁目 ‐ 平出工業団地 ‐ 御幸交番前 ‐ JR岡本駅
- 海星線[10]
  - 宇都宮駅東口 - 陽東三丁目 - 下平出北 - 鐺山 - 星の杜中学校・高等学校
  - 宇都宮駅東口 - 陽東三丁目 - ベルモール - 下平出北 - 鐺山 - 星の杜中学校・高等学校

### 2024年10月1日廃止
- [02]宇都宮駅東口 - 宇大前 - 鐺山 - [92]星の杜中学校・高等学校[18][10][12]

## 旧東野交通時代の廃止路線

### 一般乗合バス
- 真岡線
  - 宇都宮東武 ‐ JR宇都宮駅 ‐ 宇大前 ‐ 鐺山 ‐ 石法寺 ‐ 台町 ‐ 芳賀日赤病院前 ‐ 真岡営業所
  - 宇都宮東武 ‐ JR宇都宮駅 ‐ 宇大前 ‐ 鐺山 ‐ 石法寺 ‐ 井頭一万人プール ‐ 台町 ‐ 真岡営業所
- 益子線（延生経由）
  - 宇都宮東武 - JR宇都宮駅 - 宇大前 - 鐺山 - 水橋（橋場） - 延生地蔵前 - 七井駅前 - 陶芸メッセ入口 - 益子駅前
- 清原線
  - 宇都宮東武 - JR宇都宮駅 - 宇大前 - 鐺山 - 清陵高校 - 清原球場
- 花園町・卸団地循環線
  - 西原車庫→花園町→宇都宮東武→JR宇都宮駅→宇大前→平松本町→宇都宮東高校（一部便のみ経由）→卸団地入口→東峰町→宇大前→JR宇都宮駅→宇都宮東武→花園町→西原車庫
- 市役所・卸団地循環線
  - 西原車庫→市役所庁舎前→宇都宮東武→JR宇都宮駅→宇大前→東峰町→卸団地入口→平松本町→宇大前→JR宇都宮駅→宇都宮東武→市役所庁舎前→西原車庫
- 市南線
  - 宇都宮東武 ‐ JR宇都宮駅 ‐ 宇大前 ‐ ベルモール ‐ 平出工業団地 ‐ 御幸交番前
- 平出工業団地循環線（宇大先回り）
  - 宇都宮東武→JR宇都宮駅→宇大前→峰小東口→平出工業団地→御幸交番前→竹林十文字→JR宇都宮駅→宇都宮東武
- 中心市街地南循環線
  - 西原車庫 ‐ 花園町 ‐ 宇都宮東武 ‐ 市役所庁舎前 ‐ 西原車庫
  - 西原車庫→花園町→ユニオン通り→宇都宮東武→市役所庁舎前→西原車庫
- 平出シャトル
  - 宇都宮駅東口 ‐ 陽東三丁目 ‐ ベルモール ‐ 平出工業団地 ‐ 御幸交番前 ‐ JR岡本駅
- 越戸・ベルモール循環（両回り運行）
  - 宇都宮駅東口 ‐ 陽東三丁目 ‐ ベルモール ‐ 越戸四丁目 ‐ 北越戸町 ‐ 今泉市営住宅前 ‐ 宇都宮駅東口（土日祝日のみ運行）
- 市北線
  - 宇都宮東武 - JR宇都宮駅 - 竹林十文字 - 御幸交番前 - 上野団地 - 宇都宮病院前 - 岡本駅西口 - 岡本台病院
- 河内線
  - 宇都宮東武 - JR宇都宮駅 - 竹林十文字 - 御幸ヶ原元町 - 上野団地 - 宇都宮病院前 - 岡本駅西口 - 河内地区市民センター
- 氏家・喜連川・馬頭線
  - 宇都宮東武 ‐ JR宇都宮駅 ‐ 竹林 ‐ 御幸交番前 ‐ 岡本駅入口 ‐ JR氏家駅 - 松山 - 喜連川本町 - 小川仲町 - 馬頭車庫
  - JR氏家駅 - 松山 - 喜連川本町 - フィオーレ喜連川 - 喜連川温泉
- インターパーク線
  - 雀宮駅東口 - FKDインターパーク前 - 本郷台団地 - ファミリーマート上三川インター店 - 長田北 - 大谷台町 - 真岡駅西口 - 台町 - 東光寺 - 真岡営業所（土日祝日のみ運行）
- 宇都宮東武 - JR宇都宮駅 - 竹林 - 松下電器前[24] - 岡本駅入口 - JR宝積寺駅 - 高根沢温泉元気あっぷむら - 中柏崎 - 杉山車庫
- 宇都宮東武 - JR宇都宮駅 - 竹林 - 松下電器前[24] - 岡本駅入口 - 宝積寺 - 太田中 - 中柏崎 - 杉山車庫
- 宇都宮東武 - JR宇都宮駅 - 竹林 - 松下電器前[24] - 岡本駅入口 - 宝積寺 - 仁井田駅前 - 大金駅前 - 神長 - 烏山営業所
- 宇都宮東武 - JR宇都宮駅 - 竹林 - 松下電器前[24] - 岡本駅入口 - 坂下宝積寺 - 氏家前売所 - 片岡駅 - 木幡 - 扇町 - 箒川袂[25] - 野崎駅入口 - 大田原営業所 - 大田原[26]

### 高速バス
- 浜松町バスターミナル・東京駅（八重洲通り） - 上三川I.C入口・真岡・益子・茂木（東野交通単独運行、東北急行バスが施設面協力）は、2007年3月31日をもって廃止。